# Bức tường (tập truyện ngắn)
Bức tường (tiếng Belarus: Сьцяна) là một tuyển tập bao gồm 17 truyện ngắn của nhà văn Vasil Bykaŭ.

## Nội dung
Tuyển tập Bức tường mô tả số phận bi thảm của đất nước Belarus kể từ những cuộc thanh trừng đẫm máu của Iosif Stalin (như truyện Cát vàng) cho đến cuộc Chiến tranh Vệ quốc vĩ đại có cả vinh quang lẫn cay đắng, rồi tiếp tục với đời sống đen tối trong suốt thập niên 90 thế kỷ XX.